# Барвиха (телесериал)
«Барви́ха» — российский телесериал про школьную жизнь «золотой молодёжи» элитного коттеджного посёлка Барвиха. Премьерный показ состоялся 2 октября 2009 года и продолжился до 1 марта 2010 года на телеканале «ТНТ».

## Сюжет
В телесериале рассказывается о детях богатых родителей и их взаимоотношениях с обычными подростками. Действие происходит в средней школе «КасталиЯ», где учатся как выходцы из обычных семей, так и дети московских богачей.

## В ролях
- Лянка Грыу (Евгения Колесниченко) — главная героиня, но из городских. Вначале притворялась Рублёвской, в чём ей немного помогал Пудеев, но когда её обман раскрылся, стала посмешищем. Единственным, кто помог ей, оказался Антон, в которого она затем влюбилась. Потом начинает любить Пудеева, а во втором сезоне начинает встречаться с ним. Прилагает все усилия, чтобы удержать рядом с собой Пудеева, и в конечном итоге это ей удаётся.
- Андрей Дементьев (Евгений Пудеев) — главный герой с Рублёвки. Вначале проявлял внимание к Соколовой, а затем быстро поменял её на Анжелу. Сразу же подружился с Башней и Фендером. Во втором сезоне начинает встречаться с Женей и Кристиной одновременно, ибо не мог выбрать между ними. Затем всё же остается с Колесниченко.
- Анна Михайловская (Ксения Завидова) — главная сплетница школы, живёт на Рублёвке. Лучшая подруга Вики и Анжелы, а затем и Кристины. Влюблена в Бальмонта и всячески пытается его завоевать. Ради этого даже научилась танцевать стриптиз, чем покорила Антона.
- Анна Хилькевич (Виктория Полякова) — глупенькая девушка с Рублёвки. Лучшая подруга Ксении. Подруга Анжелы, а затем и Кристины. Дочь владельца модельного агентства. После того, как её родители временно обанкротились, переезжает жить к Башне. Во втором сезоне сделала себе дреды, после чего на неё напали гопники и обрезали их. На выпускном проводит ночь с Фендером.
- Марина Орлова (Татьяна Липкина) — городская, мечтает стать актрисой. Девушка Фендера. В одной из серий думает, что беременна от него. Изменяла Фендеру с Антоном, рассталась с Антоном из-за забытых чувств к Фендеру.
- Равшана Куркова (Анжела Конкулова) — главная «королева школы», живёт на Рублёвке. Сразу же влюбляется в Пудеева, и сразу же завоевывает его. Ревнует его к Колесниченко, пытаясь ей насолить. В начале второго сезона уходит из школы.
- Наталья Бардо (Кристина Медер) — девушка с Рублёвки, появляется во втором сезоне, во всём заменяя собой Анжелу. Была девушкой Пудеева в Красноярске, а затем и в Барвихе. Временно делила его с Колесниченко, но затем отступила. После неудачи на вечеринке забеременела от Бальмонта. Завидова и Бальмонт помогали ей записаться на аборт, но та в последний момент отказывается. Потом временно заводит роман с Высоцким.
- Елена Меркулова (Олеся Соколова) — отличница класса, городская. Была влюблена в Пудеева, а затем в Высоцкого.
- Артём Волков (Антон Высоцкий) — главный ловелас школы, живёт на Рублёвке. Лучший друг Бальмонта. Ему сразу же отказывает Женя, но потом он всё же добивается её. Впоследствии она перестаёт его интересовать. Потом отец обещает не пустить его в лагерь, если он не исправит оценки. Поэтому он начинает заниматься с Соколовой. По уговору он ведёт её в клуб, где они отрываются. На следующий день забывает о ней. Потом выбирает между Викой и Кристиной, чтобы пойти с ними на вечеринку, но затем бросает их и идёт с Липкиной. Затем у них завязывается роман, об этом узнает Фендер, он даже дерётся с ним на глазах её родителей. После его ухаживаний добивается от Тани секса и забывает о ней. Вместе с Бальмонтом смеётся над Завидовой, ибо она не умеет танцевать. После того, как Ксения танцует стриптиз для Бальмонта, предлагает подвести её до дома. В машине лезет к ней с поцелуями, но та ему отказывает. После того как все отвернулись от Кристины, он единственный, кто оказался с ней рядом. Затем он спит с уже беременной Кристиной и уходит рано утром.
- Семён Почивалов (Кирилл Бальмонт) — «папенькин сынок», боится ответственности, живёт на Рублёвке. В одной из серий сбивает девушку, а затем скрывается с места преступления. Бегает вначале за Анжелой, а затем и за Кристиной. Очень сильно пугается, узнав, что Кристина беременна от него. Затем влюбляется в Завидову.
- Родион Галюченко (Иван «Башня» Башашкин) — из семьи, бедной даже для городских; защитник городских, боксёр. Влюблен в Вику. Из-за этого даже дерется с Бальмонтом, после чего его чуть не исключают. Временно связывается с гопниками, которые отрезали дреды у Вики.
- Рустам Хазиев (Илья «Фендер» Федорюк) — городской, создатель школьной рок-группы. Влюблен в Липкину. Лучший друг Башни, часто помогает ему. Ему немного нравится Завидова. На выпускном проводит ночь с Викой Поляковой.
- Елена Морозова (Любовь Альфредовна) — директор школы, влюблена в Бандераса.
- Наталья Лукеичева (Анна Русалка) — учительница русского языка и литературы.
- Родион Юрин (Валентин Эдуардович «Бандерас» Бандерис) — привлекательный преподаватель химии, бесплоден. О его личной жизни ходит много слухов в школе.
- Евдокия Германова (Жанетт) — уборщица.
- Екатерина Маликова (Ульяна Владимировна Комарова) — преподаватель танцев.
- Олеся (Ольга) Поташинская (Лина Колесниченко) — мама Жени.
- Вячеслав Разбегаев (Ростислав Андреевич Пудеев) — отец Евгения.
- Дмитрий Фрид (Сергей Высоцкий) — отец Антона Высоцкого.
- Ульяна Урванцева — мама Леси Соколовой.
- Юрий Грубник — отец Леси Соколовой.
- Ольга Прохватыло — мама (Ивана Башашкина).
- Владимир Ташлыков — отец Башни (Ивана Башашкина).
- Наталия Селиверстова — мама Татьяны Липкиной.
- Дмитрий Павленко — отец Татьяны Липкиной.
- Лада Марис — мама Анжелы Конкуловой.
- Наталья Масич — мама Фендера (Ильи Федорюка).
- Сергей Юшкевич — отец Кирилла Бальмонта.
- Эвелина Бледанс — мама Кристины Медер.
- Анжелика Каширина — Юлия.
- Алексей Анищенко (Вадим) — официант.
- Илона Беляева — преподаватель.
- Михаил Колядин — преподаватель физкультуры.
- Михаил Слесарев — преподаватель.
- Дмитрий Мирон — хирург.
- Николай Сморчков — ветеринар.

## Саундтрек
- Cheese People — «Eat’s Youre Pop Corn», «Ua-A-A», «Catch U», «Moon», «Wake Up», «Stroitel», «O.M.E.»
- Veterking — «Эмоции»
- Хабиасс — «Радио Я», «Рыбы», «Грибы (Я Выдумал Любовь)»
- Biopsyhoz — «Давай», «Люди На Блюде», «Иди На Свет», «Я Вышел», «Я Храню Твоё Тепло», «Созерцание», «Танец»
- Крокодил Ганди — «Bonebreaker», «Прости»
- Steplers — «Сентиментальный Хит»
- Safura — «It’s my war»
- DJ Flight pres. Coockoo — «Groupies' Anthem (F.U.C.K.)»

## «Золотые. Барвиха 2»
С 28 мая 2011 года продолжение сериала выходило под названием «Золотые. Барвиха 2».
В сериале «Золотые. Барвиха 2» появилась новая героиня Кристина (Наталья Бардо), которая ставит перед серьёзным и жизненно важным выбором сразу трёх героев сериала.
В новых сериях снимаются не только молодые актёры, но и звёзды, среди которых Виктория Боня, Влад Топалов, Эвелина Блёданс. В сериале также снимались Александр Бобров, Вячеслав Разбегаев, Сергей Юшкевич, Елена Морозова и дочь Ирины Аллегровой — Лала.